# Torneo de Tokio 2017
El Rakuten Japan Open Tennis Championships 2017 fue un torneo de tenis que se jugó en canchas duras al aire libre. Fue la 44.ª edición del evento conocido como el Rakuten Japan Open Tennis Championships, y formó parte de la ATP World Tour 500 serie de 2017. Se llevó a cabo en el Coliseo Ariake de Tokio, Japón, del 2 al 8 de octubre de 2017.

## Distribución de puntos
| Modalidad            | Campeón | Finalista | Semifinales | Cuartos de final | 2.ª ronda | 1.ª ronda | Clasificados | 2.ª ronda de clasificación | 1.ª ronda de clasificación |
| Individual masculino | 500     | 330       | 200         | 100              | 50        | 0         | 25           | 13                         | 0                          |
| Dobles masculino     | 500     | 300       | 180         | 90               | –         | –         | 45           | 25                         | 0                          |

## Cabezas de serie

### Individuales masculino
| Tenista           | Ranking | Preclasificado |
| Marin Čilić       | 5       | 1              |
| Dominic Thiem     | 7       | 2              |
| Milos Raonic      | 9       | 3              |
| David Goffin      | 12      | 4              |
| Kevin Anderson    | 15      | 5              |
| Sam Querrey       | 16      | 6              |
| Albert Ramos      | 25      | 7              |
| Diego Schwartzman | 29      | 8              |

- Ranking del 25 de septiembre de 2017.[2]

### Dobles masculino
| Tenista                               | Ranking | Preclasificado |
| Raven Klaasen Rajeev Ram              | 33      | 1              |
| Ryan Harrison Michael Venus           | 40      | 2              |
| Feliciano López Marc López            | 41      | 3              |
| Marcin Matkowski Aisam-ul-Haq Qureshi | 62      | 4              |

## Campeones

### Individual masculino
David Goffin venció a  Adrian Mannarino por 6-3, 7-5 

### Dobles masculino
Ben McLachlan /  Yasutaka Uchiyama vencieron a  Jamie Murray /  Bruno Soares por 6-4, 7-6(7-1)